# Vélodrome d'Hiver-räden
Vélodrome d’Hiver-räden (franska: La rafle du Vélodrome d'Hiver) var en massarrestering av judar genomförd av den franska polisen i Paris den 16 och 17 juli 1942.  Den tyska ockupationsmakten och Vichyregimen kallade aktionen  Operation Vårvind (Vent Printanier). Under räden arresterades 13 000 judar varav över hälften tvingades tillbringa fem dygn i sporthallen Vélodrome d'Hiver (Vél d'Hiv) under mycket svåra förhållanden. De fördes därefter till franska interneringsläger för vidare deportation till tyska koncentrationsläger. Det var den största massarresteringen av judar som genomfördes i Frankrike under andra världskriget.

## Bakgrund

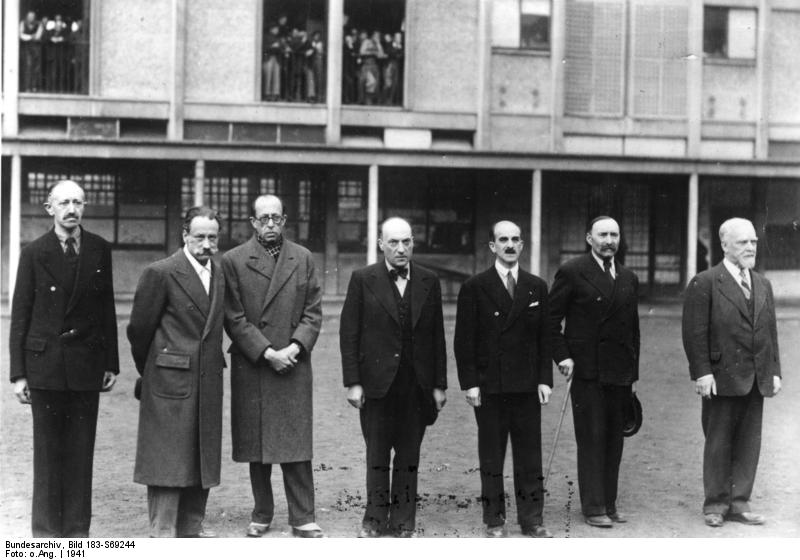
Arresterade judiska advokater, Drancy 1941.

I Vichyfrankrike införde den franska regimen en rad restriktioner gentemot judar. Den första diskriminerande lagen, från 3 oktober 1940, förbjöd judar att inneha högre poster inom den offentliga sektorn samt lärar- och undervisningstjänster. Sommaren 1941 kom lagar med verksamhetsförbud för judar inom press och media, bank- och finansvärlden och fastighetsbranschen samt arbetsförbud för judiska advokater och läkare. I december 1941 utfärdades en order att alla judar som invandrat efter 1936 skulle sändas till interneringsläger eller till arbetsförband. Ytterligare lagar följde som försämrade judarnas livsvillkor och hotade deras existens.
På franskt initiativ och i samråd med tyskarna skapades i mars 1941 en fransk myndighet för ”den judiska frågan” – Commissariat général aux questions juives (CGQJ) - med huvudkontor i Paris. Genom CGQJ hoppades Vichyregimen få större inflytande i den tyskockuperade delen av Frankrike vad det gällde arresteringar och deportation av judar samt konfiskering av judisk egendom.
Under 1941 samarbetade fransmännen med tyskarna i de första massarresteringarna av judar i det ockuperade Frankrike. Tusentals judar, framförallt av utländsk härkomst, fördes till interneringslägren Pithiviers, Drancy och Baune-la-Rolande. Efter Wannseekonferensen i januari 1942, då nazisterna la upp riktlinjerna för ”den slutgiltiga lösningen av judefrågan”, började de systematiska deportationerna av judar från Frankrike till koncentrationsläger i öst. Enligt nazisternas kalkyler skulle 100 000 judar från Frankrike, inklusive Vichyregimens ”fria zon”, deporteras till förintelseläger. Den första aktionen i denna plan var Operation Vårvind, ett antal massarresteringar av judar av vilka Vélodrome d’Hiver-räden är den mest omtalade. Räden var ett samarbete mellan SS och den franska polisen under ledning av Höherer SS- und Polizeiführer Carl Oberg och den franske rikspolischefen René Bousquet. 

## Förberedelser

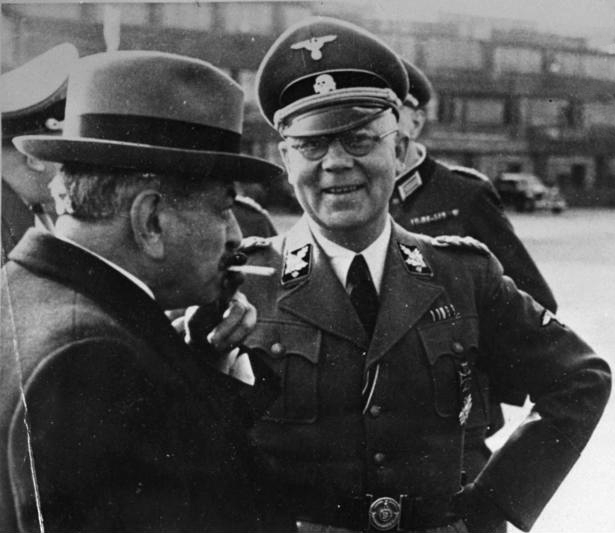
SS-generalen Carl Oberg, här med franske regeringschefen Pierre Laval i Paris 1943.

Förberedelserna började efter Reinhard Heydrichs besök i Paris den 6 maj 1942 då han inför högre tyska officerare redogjorde för de riktlinjer angående ”den slutgiltiga lösningen” som beslutats vid Wannseekonferensen. Under Parisbesöket hade Heydrich även ett möte med den franske rikspolischefen René Bousquet. Någon vecka senare blev Bousquets polischef i Paris, Jean Leguay, kallad till ett möte med SS-officeren Theodor Dannecker, den ansvarige för ”judefrågan” i Frankrike. Dannecker krävde att, förutom de judar som fångas in i Paris, skulle fransmännen tillhandahålla 10 000 judar från den ”fria zonen”, Vichyfrankrike, samt arrestera ytterligare 20 000. Vichyfrankrikes regeringschef Pierre Laval beviljade deportation och arrestering av utländska judar, som han ansåg var en belastning för landet, men inte av "anständiga" judar av fransk nationalitet. I slutet av juni kom Adolf Eichmann till Paris och undertecknade tillsammans med Dannecker en skrivelse angående det totala avlägsnandet av judar från Frankrike. Den 2 juli godkände Bousquet den franska polisens deltagande i de tyska aktionerna både i det tysk-ockuperade Frankrike och i Vichyfrankrike.
De förhandlingar om och planeringen av Vélodrome d’Hiver-räden som pågick inbegrep franska och tyska politiker, militärer, poliser och tjänstemän. Förutom dem som berörts ovan bör även nämnas Helmut Knochen, den tyska säkerhetspolisens befälhavare i Frankrike, Louis Darquier de Pellepoix, chef för den franska myndigheten för ”den judiska frågan” (CGQJ), SS-officeren Heinz Röthke (Danneckers efterträdare), Émile Hennequin, chef för den kommunala polisen i Paris samt representanter för den franska statliga järnvägen.

## Räden
Vélodrome d’Hiver-räden verkställdes av fransmännen den 16 och 17 juli 1942 då 13 000 judar i Paris arresterades. Målet med räden var att arrestera 28 000 av de judar som bodde i Paris och dess förorter. Man skulle koncentrera sig på utländska judar, det vill säga flyktingar från Ryssland, Tyskland, Polen, Österrike och Tjeckoslovakien samt statslösa judar. Till sin hjälp hade man den så kallade Tulardlistan över judar boende i Parisområdet. Tulardlistan var ett kartotek som sammanställts 1941 av en högre tjänsteman vid polisen, André Tulard, efter att tyskarna beordrat de franska polisprefekturerna att göra kompletta register över judar bosatta i deras distrikt.
Klockan fyra på morgonen den 16 juli 1942 var 7 000 franska poliser, gendarmer och medlemmar i franska fascistiska organisationer redo. Femtio bussar från CTRP (Paris lokaltrafik) stod startklara. I arbetsteam om två till fyra personer gav sig fransmännen ut i Paris för att knacka dörr. Med sig hade de André Tulards lista över judar med information om nationalitet, yrke och adress.
Instruktionerna för arresteringarna var korta och koncisa:
- inga diskussioner eller samtal med de arresterade
- apparater i lägenheten ska stängas av
- nycklar och eventuella husdjur lämnas hos conciergen
- alla barn ska medföras

Det visade sig att många judiska män hade blivit förvarnade och flytt hemmen innan räden börjat, kvar var kvinnor, barn och åldringar som de franska poliserna förde med sig. Summan av räden blev till tyskarnas besvikelse ”bara” 13 152 personer, varav 3 118 män, 5 919 kvinnor och 4 115 barn. Ensamstående och par utan barn fördes till interneringslägret Drancy, varifrån de i slutet av juli deporterades till Auschwitz. Familjerna fördes till sporthallen Vélodrome d’hiver.

## Vélodrome d’hiver

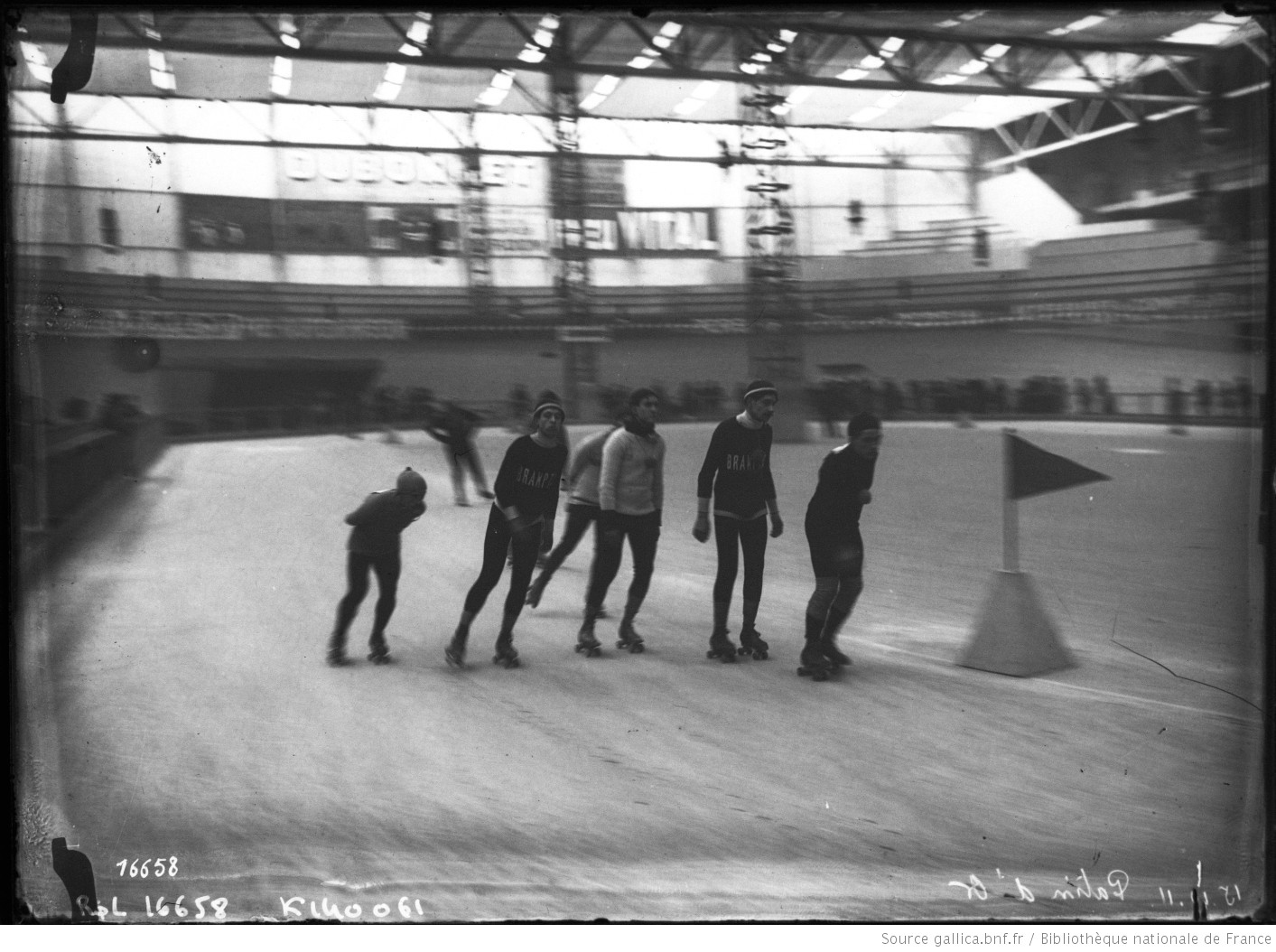
Rullskridskoåkning i Vélodrome d'hiver 1911.

Vélodrome d’hiver var en inomhusbana för cykling. Den användes även för andra sporter och för underhållning och kongresser. Vél d’Hiv, som den kallades i folkmun, byggdes 1909 och revs 1959. Sporthallen hade både 1939 och 1940 använts som uppsamlingsställe för flyktingar. Sommaren 1942 blev den interneringslokal för judiska familjer.
”Vel d’hiv såg ut som en scen från helvetet. Åtta tusen judar campade där, de levde bokstavligen i sin egen avföring, utan något att äta och dricka under tre dagar. Män dog, kvinnor födde. Skriken som ljöd hindrade grannskapets invånare från att sova under tre nätter.” Tidskriften Combat augusti 1942.
4 115 barn, 2 916 kvinnor och 1 129 män, sammanlagt 8 160 personer , förvarades i Vélodrome d’hiver. Så gott som ingenting i sporthallen hade förberetts, vare sig vatten,  mat eller  sanitära anordningar. Människor törstade, var uthungrade, smutsiga, plågades av hettan på dagen, kylan på natten, av dålig luft och ljuset från lampor tända dygnet runt. Efter något dygn spred sig diarré och dysenteri. Trehundra barn drabbades av tredubbel epidemi – difteri, scharlakanfeber och mässlingen – många av dem avled senare i interneringsläger. Flera av de inspärrade begick självmord. Detta inferno varade i fem dygn.
Tyskarna tillät att ett mindre antal sjukvårdare från ideella organisationer släpptes in i velodromen. De första var en grupp amerikanska kväkare som snart avlöstes av tolv sköterskor och en läkare från Röda korset. Två franska judiska läkare släpptes också in. Sammanlagt tre läkare och en handfull sköterskor hade den omöjliga uppgiften att utan adekvat medicinsk utrustning hjälpa åtta tusen personer i nöd.
Mellan den 19 och 22 juli fördes de arresterade familjerna till interneringsläger där alla barn under 14 år, flera tusen barn,  med våld skildes från sina föräldrar. I augusti sändes barnen via Drancy till Auschwitz där de gasades ihjäl. Föräldrarna och de äldre barnen hade då redan deporterats österut.

## Allmänhetens reaktion
”De arresteringar av utländska judar som genomfördes den 16 och 17 juli har lett till otaliga kommentarer från allmänheten. /…/ Dessa åtgärder skulle i vanliga fall ha blivit ganska accepterade om de endast gällt vuxna utlänningar. Men många har blivit chockade över barnens situation, då uppgifter om att barnen har separerats från sina föräldrar snabbt spritt sig.” Så lyder några meningar ur en av polisens rapporter dagarna efter räden.
Den 22 juli 1942 skrev de franska kardinalerna en resolution som överlämnades till statschefen Philippe Pétain. Skrivelsen fördömde i namn av människans okränkbara rättigheter massarresteringen av ”israeliter” och den grova behandling de utsatts för, framförallt i Velodrome d’hiver. Även representanter från den protestantiska kyrkan framförde kritik. Händelsen blev också omskriven i motståndsrörelsens tidning Combat (se ovan) och andra mindre tidningar.
Men arresteringarna av judar fortsatte i både det ockuperade Frankrike och i Vichyfrankrike. Detta ökade upprördheten hos kyrkan och allmänheten och framkallade en växande solidaritet med offren.

## Till minne av räden

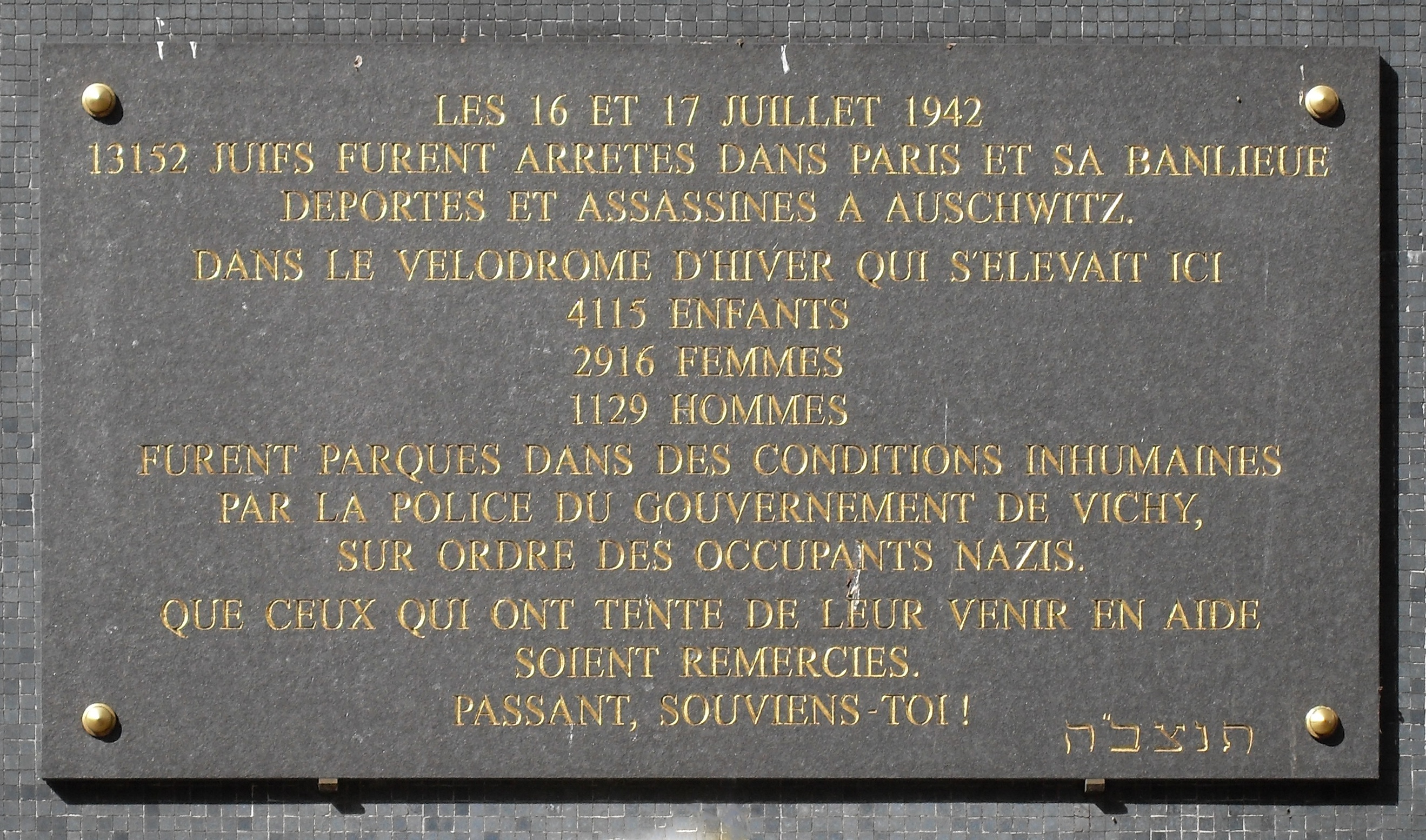
Minnestavla på Bouldevard de Grenelle vid métro Bir Hakeem.

I fransk historieskrivning decennierna efter andra världskriget tystades fransmännens delaktighet i deportationen av judar ned eller till och med förnekades. Det var först på slutet av 1970-talet, och framförallt under 80- och 90-talen,  som ämnet blev ordentligt uppmärksammat, mycket tack vare efterforskningar gjorda av advokaten Serge Klarsfeld och en intervju i tidningen L’Express med Louis Darquier de Pellepoix, chefen för Vichyregimens myndighet för ”den judiska frågan” (CGQJ).
En plakett till minne av offren sattes upp på velodromens fasad 1946 men den nämnde inte fransmännens delaktighet i räden. Plaketten togs ned när byggnaden revs och ersattes först 1986 av en minnestavla placerad vid en liten minnesträdgård på Boulevard de Grenelle. År 1993, 51 år efter Velodrome d’hiver-räden, förklarades den 16 juni officiellt som en minnesdag över offren för Vichyregimens antisemitiska politik. Ett år senare invigdes ett monument vid Quai de Grenelle och 1995 blev den nyvalde presidenten Jacques Chirac den förste franske statschef som offentligt erkände den franska statens delaktighet i förföljelsen och deportationen av judar.
På sjuttiofemårsdagen, den 16 juli 2017, invigdes en minnesträdgård, Jardin mémorial des enfants du Vél' d'Hiv', med en mur som upptar namnen på de barn som internerades på velodromen.

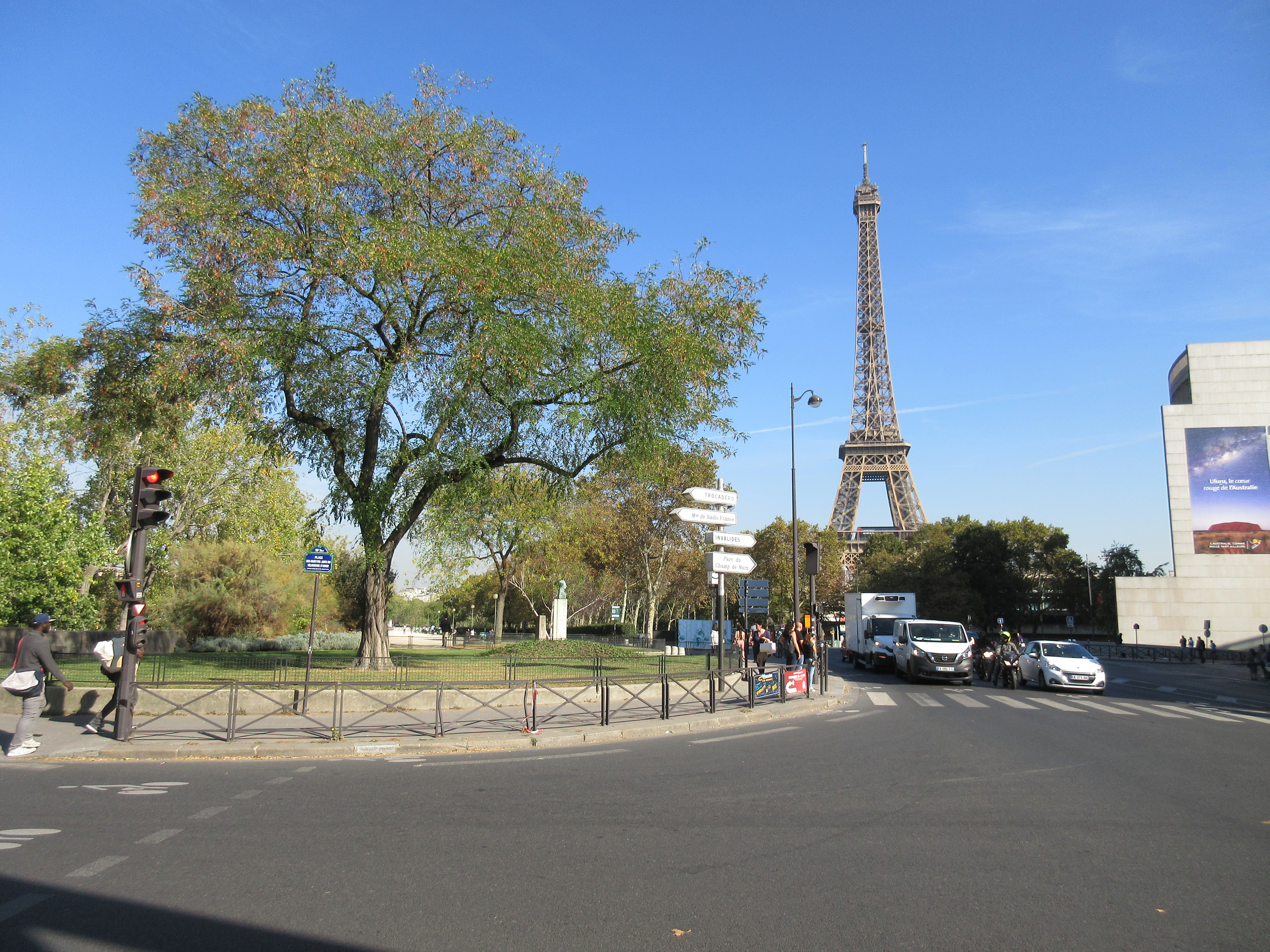
Place des Martyrs Juifs du Vélodrome d'Hiver.
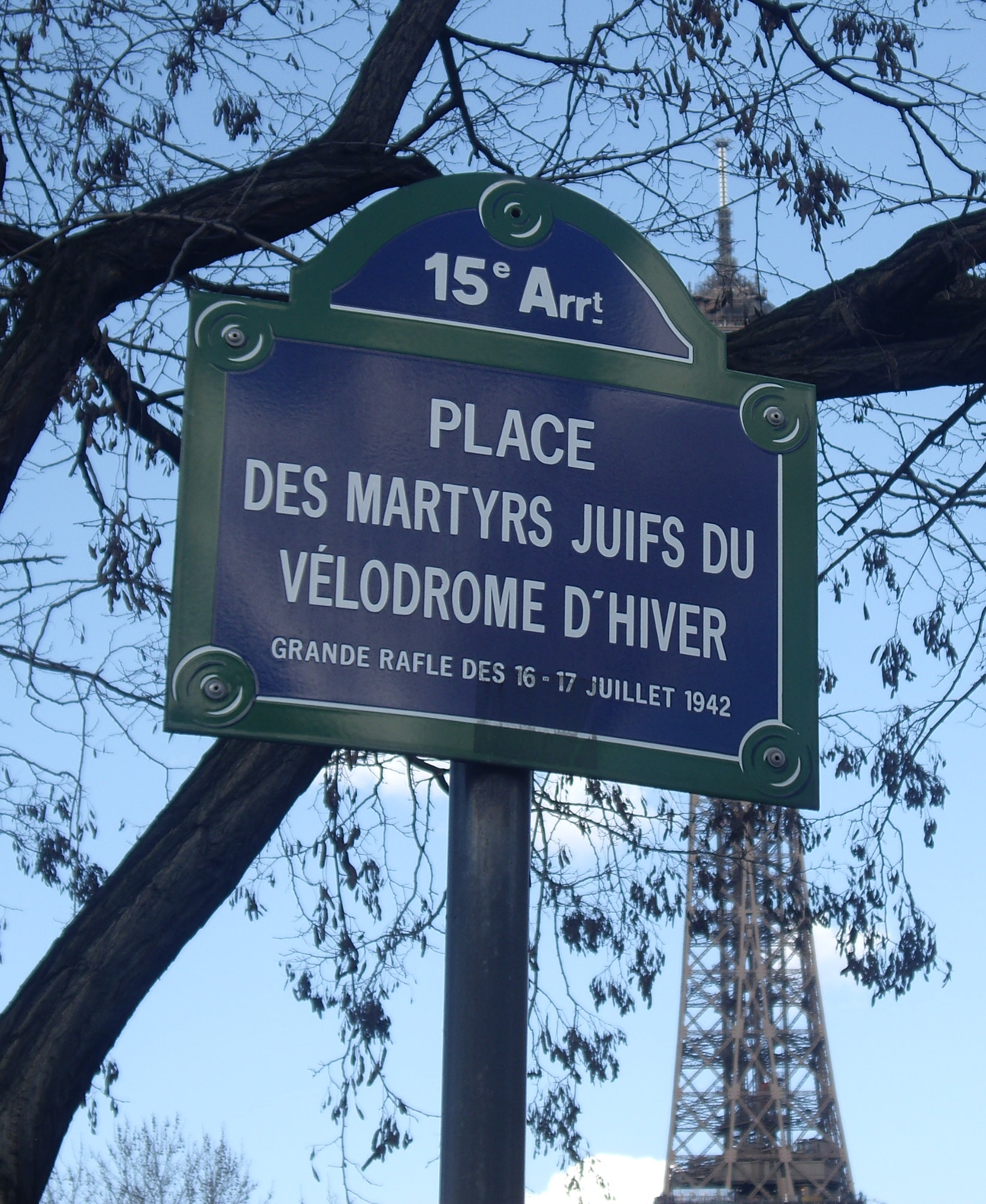
Gatuskylten.
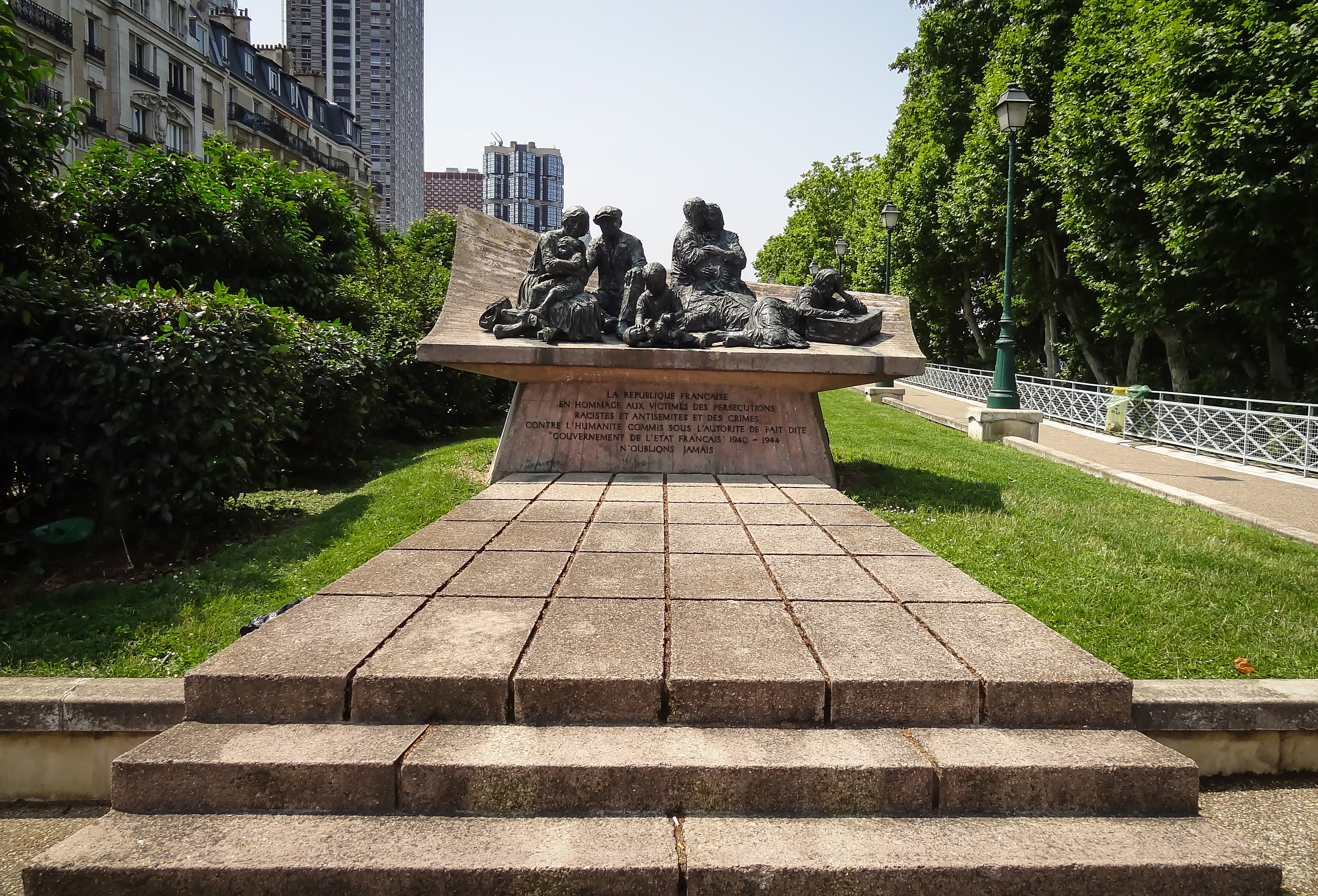
Monumentet (notera att personerna sitter på velodrombanan).
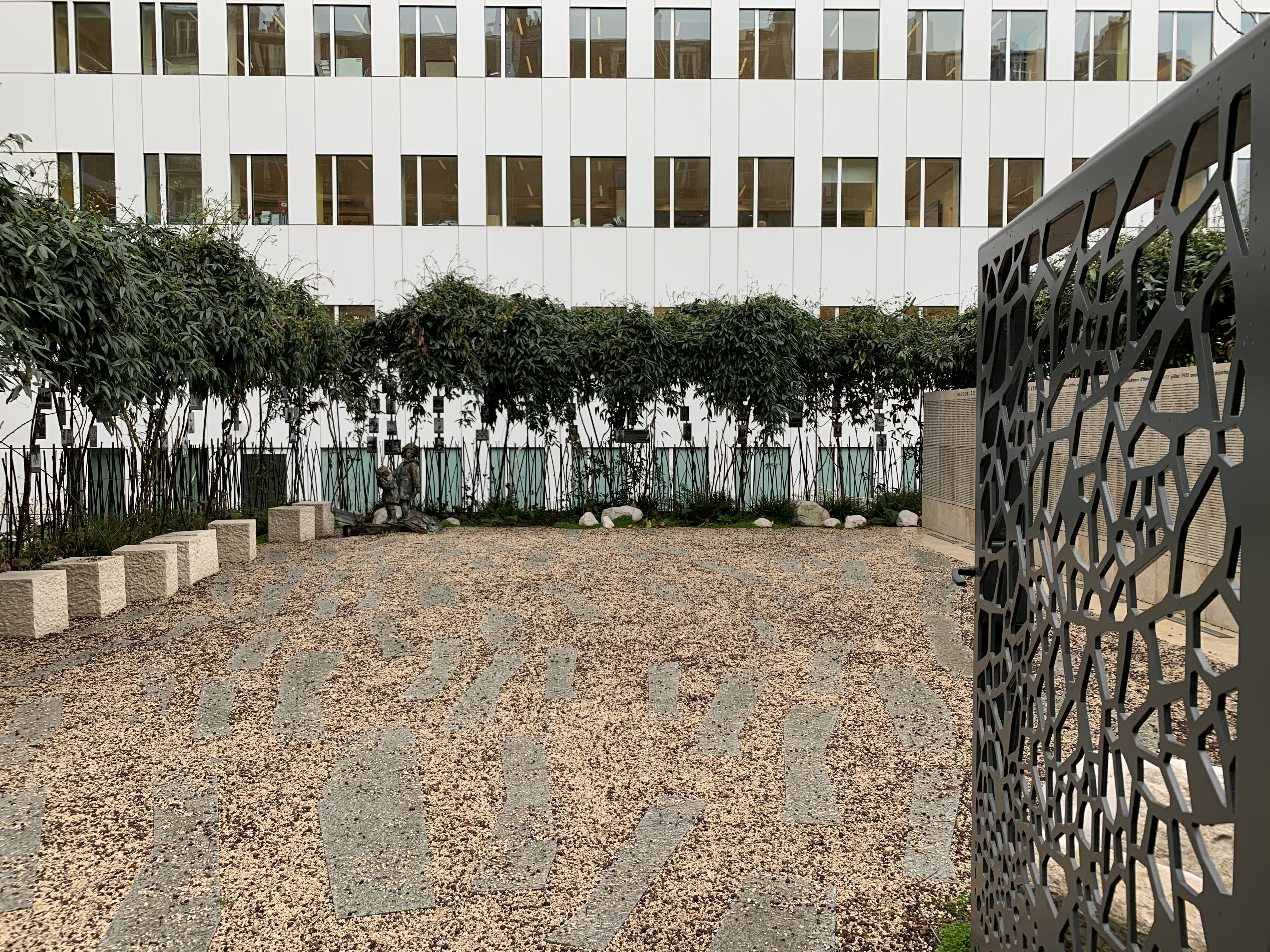
Jardin mémorial des enfants du Vél' d'Hiv'
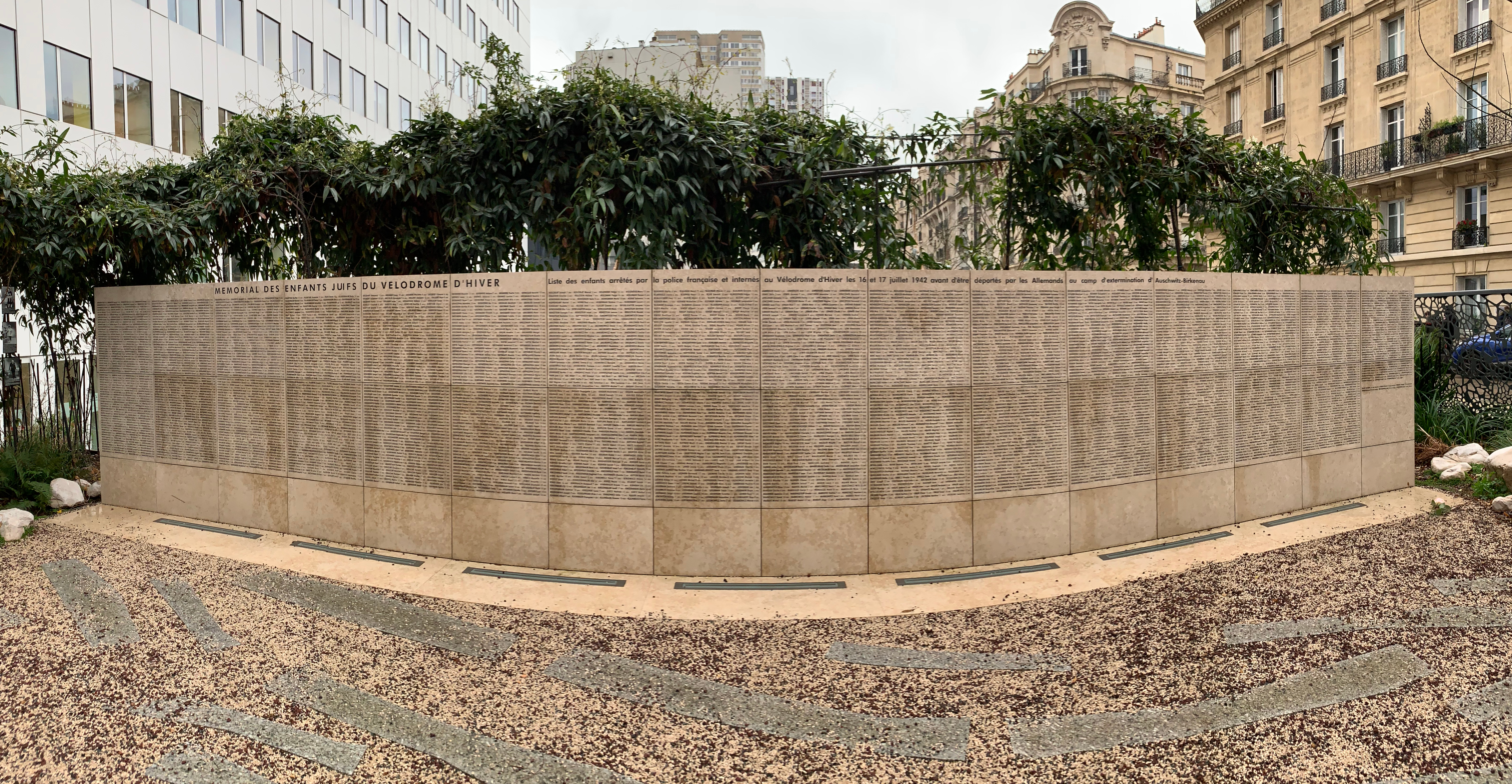
Mémorial des enfants du Vélodrome d'Hiver.

## Det juridiska efterspelet
Ingen av de ansvariga för Velodrome d’hiver-räden ställdes inför rätta. Delaktighet i judeförföljelserna ingick inte i åtalspunkterna för dem som dömdes efter kriget. Den ende som åtalades för sin medverkan var René Bousquet, men han mördades innan rättegången hade börjat.
- Paris polischef Emile Hennequin dömdes som kollaboratör till åtta års straffarbete.
- Theodor Dannecker, ansvarig för ”judefrågan” i Frankrike, begick självmord i ett amerikanskt fängelse 1945.
- Befälhavaren för Sipo-SD Helmut Knochen dömdes till döden vid en fransk domstol 1954; han blev benådad 1958 och frisläppt 1962.
- SS-führern Carl Oberg blev liksom Knochen dömd till döden, benådades 1958 och frisläpptes 1962.
- Chefen för CGQJ Louis Darquier de Pellepoix flydde efter kriget till Spanien där han levde under Francos beskydd. Han dömdes i sin frånvaro till döden. Den franska staten krävde aldrig att han skulle utlämnas.
- Rikspolischefen René Bousquet: Serge Klarsfeldts efterforskningar och Darquier de Pellepoix intervju i L’Express bevisade Bousquets avgörande roll för genomförandet av räden. Bousquet åtalades för Brott mot mänskligheten 1991. Han mördades av en psykiskt sjuk man 1993 innan rättegången startat.

## Filmer
- Mr Klein (1976) spelfilm av Joseph Losey med Alain Delon
- Le rafle du Vel d’hiv, 16 et 17 juillet 1942 (2002), dokumentär av Gilles Nadeau , France 5
- Le Rafle (2012) (I gryningens timmar), spelfilm av Rosalyn Bosch med Jean Reno
- Elle s'appelait Sarah (2010) (Sarahs nyckel), spelfilm av Gilles Paquet-Brenner med Kristin Scott Thomas baserad på boken Sarahs nyckel